# Assemblea Costituente (Italia)

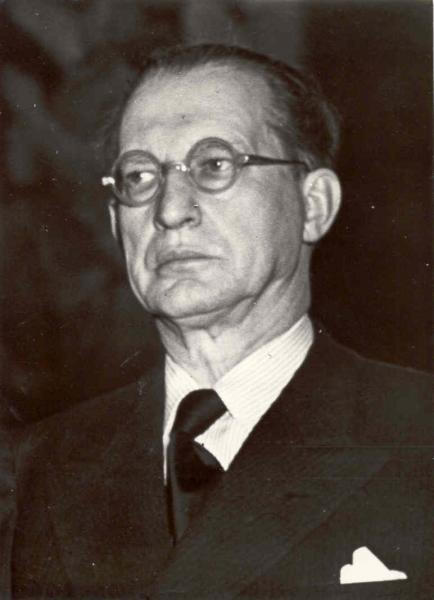
Alcide De Gasperi, presidente del Consiglio per l'intera legislatura

L'Assemblea Costituente fu, in Italia, l'organo legislativo elettivo preposto alla stesura di una Costituzione per la neonata Repubblica e diede vita alla Costituzione della Repubblica Italiana nella sua forma originaria. Le sedute si svolsero fra il 25 giugno 1946 e il 31 gennaio 1948. Votò, inoltre, la fiducia ai governi che si susseguirono in quel periodo.

## Storia

### Il decreto legislativo luogotenenziale
Il decreto legislativo luogotenenziale 16 marzo 1946, n. 98 affidava a un referendum popolare la decisione sulla forma istituzionale dello Stato, apportando modifiche e integrazioni al precedente decreto legge luogotenenziale 25 giugno 1944, n. 151, con il quale era stata concessa "al popolo italiano" la facoltà di eleggere "una Assemblea Costituente per deliberare la nuova costituzione dello Stato", al fine di sceglierne "le forme istituzionali".
L'elezione era prevista dopo la liberazione e avrebbe dovuto svolgersi "a suffragio universale diretto e segreto".
Diversamente dal Parlamento istituito dalla Costituzione repubblicana, i due decreti luogotenenziali menzionati non obbligavano esplicitamente il governo a sottoporre i propri provvedimenti al voto dell'Assemblea democraticamente eletta, pur attribuendole il potere di sfiducia con voto a maggioranza assoluta dei membri.
Al contrario, la relativa valutazione di opportunità dell'approvazione era di volta in volta rimessa alla discrezione del potere esecutivo.
Il decreto n. 151/1944 fu invocato da Umberto di Savoia, luogotenente generale del Regno, come fondamento giuridico della sua autorità in materia di approvazione degli stati di previsione dell'entrata e della spesa dei singoli ministeri e del bilanci delle amministrazioni autonome per l'esercizio finanziario 1944-1945.
Per quanto normato sull'ordinamento provvisorio dello Stato, la Costituzione promulgata il 27 dicembre 1947, nella norma transitoria e finale XV, recita:
(Costituzione italiana, norma transitoria e finale XV)

### Il referendum del 1946 e i risultati elettorali
Il 2 giugno 1946 si celebrarono libere elezioni, le prime dal 1924. Ebbero diritto di voto tutti i cittadini italiani maggiorenni (cioè, all'epoca, d'età superiore a 21 anni) di entrambi i sessi. Per la seconda volta nello Stato Italiano si votò con suffragio universale (la prima volta fu nelle elezioni amministrative del 1946).
Dal voto furono però esclusi i cittadini, ancora a pieno titolo italiani, della provincia friulana di Gorizia e delle province giuliane di Trieste, Pola, Fiume e della provincia dalmata di Zara, nonché i cittadini della provincia di Bolzano, poiché in quei territori neppure vennero costituiti i seggi.
Vennero consegnate contemporaneamente agli elettori la scheda per la scelta fra monarchia e repubblica, il cosiddetto referendum istituzionale, e quella per l'elezione dei deputati dell'Assemblea Costituente, a cui sarebbe stato affidato il compito di redigere la nuova carta costituzionale, come stabilito con il decreto legislativo luogotenenziale n. 98 del 16 marzo.
Al referendum istituzionale la maggioranza dei votanti scelse la forma di governo repubblicana con circa 12 milioni e 700.000 voti, contro 10 milioni e 700.000 per la monarchia. Umberto II di Savoia era re d'Italia subentrato in seguito all'abdicazione del padre Vittorio Emanuele III il 9 maggio 1946. Alle ore 16:10 del 13 giugno 1946, di sua spontanea volontà il Re lasciò il Paese con la sua famiglia diretto in volo in esilio a Cascais, presso Lisbona, sotto il nome di conte di Sarre, dopo che il Consiglio dei ministri la stessa mattina lo aveva dichiarato decaduto.
Il 18 giugno 1946 la Corte di Cassazione nella Sala della Lupa a Montecitorio ufficializzò definitivamente i risultati del referendum, già proclamati il 10 giugno 1946. Il meccanismo elettorale dell'Assemblea Costituente era proporzionale a liste concorrenti in 32 collegi elettorali plurinominali. La legge elettorale prevedeva l'elezione di 573 deputati, ma le elezioni non si poterono svolgere nelle province di Bolzano, Trieste, Gorizia, Pola, Fiume e Zara.
Risultarono quindi eletti, in seguito alle elezioni, 556 costituenti e di questi 21 erano donne.  Il 25 giugno 1946 venne insediata l'Assemblea Costituente con Giuseppe Saragat alla presidenza.

Prima seduta dell'Assemblea Costituente

### L'elezione del Capo dello Stato
Come suo primo atto, il 28 giugno 1946, l'Assemblea Costituente, dopo l'esito il 13 giugno del referendum istituzionale, si riunì per l'elezione effettiva del capo provvisorio dello Stato, ed elesse Enrico De Nicola, al primo scrutinio con 396 voti su 501, superando la maggioranza dei tre quinti dei 556 componenti richiesta dal decreto.
Su 504 votanti, De Nicola (PLI) ottenne 396 voti, Cipriano Facchinetti (PRI) 40, Ottavia Penna Buscemi (UQ) 32, Vittorio Emanuele Orlando (Sin. storica, altri partiti e, dal 1943 al 1952, PLI) 12, Carlo Sforza (PRI) 2, Alcide De Gasperi (DC) 1, Alfredo Proja (DC) 1. Le schede bianche furono 14, le nulle 6.

### La durata dei lavori, l'entrata in vigore della costituzione italiana e la fine

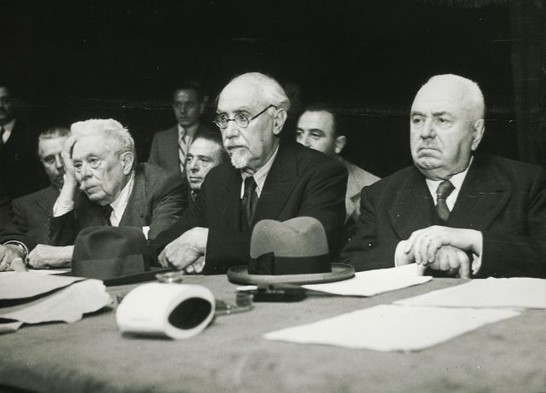
Da destra Francesco Saverio Nitti, Ivanoe Bonomi e Vittorio Emanuele Orlando, 1946

I lavori della Costituente avrebbero dovuto avere una durata di otto mesi, con una possibile proroga di non oltre quattro mesi. Tale termine era da contarsi dalla prima seduta del 25 giugno 1946 e scadeva, quindi, il 24 febbraio 1947. Si fece allora uso della facoltà di proroga con legge costituzionale e il termine fu spostato al 24 giugno del 1947. Il nuovo termine si rivelò comunque insufficiente e una nuova legge costituzionale approvata dalla stessa Assemblea Costituente lo spostò ulteriormente al 31 dicembre 1947.
Un'ulteriore proroga fino al 31 gennaio del 1948 era contenuta nella XVII disposizione transitoria e finale della Costituzione, ma limitatamente all'emanazione della legge sulla stampa, degli Statuti regionali speciali e della legge elettorale per il Senato della Repubblica e fino al giorno delle elezioni delle nuove Camere in altri casi.

## La procedura elettorale
I lavori furono disciplinati dai Regolamenti della Camera prefascisti, ma con varianti ammesse dalla Presidenza in considerazione della specificità dell'oggetto. Una di esse fu la votazione per princìpi, con cui si accorpavano le proposte per materia e si votavano per blocchi omogenei (ad esempio: il bicameralismo o il monocameralismo), andando poi a dettagliare con le votazioni sulle varianti interne all'opzione risultata vincente (es. bicameralismo perfetto o imperfetto).
Un'altra decisione fu quella di non inserire nel testo determinate materie, ma di orientarne l'interpretazione attraverso ordini del giorno: ad esempio l’Assemblea Costituente manifestò, con l’approvazione dell’ordine del giorno Giolitti, il favore per il sistema proporzionale nell’elezione dei membri della Camera dei deputati, nella seduta dell’Assemblea del 23 settembre 1947; "nella seduta dell’Assemblea del 7 ottobre 1947 sarebbe poi stato approvato anche l'ordine del giorno Nitti, che prevedeva il suffragio universale e diretto, con il sistema del collegio uninominale per l’elezione del Senato".
L'ordine del giorno era anche lo strumento per orientare il seguito dei lavori, ma era meno impegnativo dell'approvazione per princìpi e si prestava quindi a restare, in tutto o in parte, inadempiuto: è quello che sarebbe avvenuto con l'approvazione da parte della seconda Sottocommissione dei 75, nel settembre del 1946, dell'ordine del giorno Perassi. Con esso, in una fase iniziale dei lavori della Costituente, esclusa la forma del governo presidenziale, ci si pronunciava "per l'adozione del sistema parlamentare da disciplinarsi, tuttavia con dispositivi costituzionali idonei a tutelare le esigenze di stabilità dell'azione di governo e ad evitare le degenerazioni del parlamentarismo"; in seguito, però, "non passò la proposta di Mortati di una durata almeno biennale dei governi, né quella di Tosato che anticipava la formula della sfiducia costruttiva adottata qualche anno dopo nella Legge fondamentale tedesca. Tutto il funzionamento della nostra forma di governo veniva lasciato al comportamento dei partiti".

## Descrizione e caratteristiche

### La composizione
I tre maggiori raggruppamenti furono quello della Democrazia Cristiana, che ottenne 207 seggi, quello del Partito Socialista italiano di Unità Proletaria, che ne ottenne 115, e quello del Partito Comunista Italiano, che ne ottenne 104.
I partiti con un solo deputato furono Gerardo Bruni del Partito Cristiano Sociale, Ugo Damiani del Movimento Unionista Italiano, Alessandro Scotti del Partito dei Contadini d'Italia e Giulio Bordon della coalizione valdostana Fronte Democratico Progressista Repubblicano. All'esito del referendum del 2 giugno, le componenti erano così rappresentate:
| Liste/Gruppi       | Liste/Gruppi                                            | Voti       | %      | Seggi     |
| ------------------ | ------------------------------------------------------- | ---------- | ------ | --------- |
|                    | Democrazia Cristiana (DC)                               | 8 101 004  | 35,21  | 207 / 556 |
|                    | Partito Socialista Italiano di Unità Proletaria (PSIUP) | 4 758 129  | 20,68  | 115 / 556 |
|                    | Partito Comunista Italiano (PCI)                        | 4 356 686  | 18,93  | 104 / 556 |
|                    | Partito Liberale Italiano (PLI)                         | 1 560 638  | 6,78   | 33 / 556  |
|                    | Fronte dell'Uomo Qualunque (UQ)                         | 1 211 956  | 5,27   | 30 / 556  |
|                    | Partito Repubblicano Italiano (PRI)                     | 1 003 007  | 4,36   | 23 / 556  |
|                    | Blocco Nazionale della Libertà (BNL)                    | 637 328    | 2,77   | 16 / 556  |
|                    | Partito Democratico del Lavoro (PDL)                    | 40 633     | 0,18   | 9 / 556   |
|                    | Partito d'Azione (Pd'A)                                 | 334 748    | 1,45   | 7 / 556   |
|                    | Movimento per l'Indipendenza della Sicilia (MIS)        | 171 201    | 0,74   | 4 / 556   |
|                    | Concentrazione Democratica Repubblicana (CDR)           | 97 690     | 0,42   | 2 / 556   |
|                    | Partito Sardo d'Azione (PSd'Az)                         | 78 554     | 0,34   | 2 / 556   |
|                    | Partito dei Contadini d'Italia (PCd'I)                  | 102 393    | 0,44   | 1 / 556   |
|                    | Movimento Unionista Italiano (MUI)                      | 71 021     | 0,31   | 1 / 556   |
|                    | Partito Cristiano Sociale (PCS)                         | 51 088     | 0,22   | 1 / 556   |
|                    | Fronte Democratico Progressista Repubblicano            | 21 853     | 0,09   | 1 / 556   |
|                    | Altri                                                   | 412 550    | 1,79   | 0 / 556   |
| Totale voti validi | Totale voti validi                                      | 23 010 479 | 100,00 | 556 / 556 |
| Voti non validi    | Voti non validi                                         | 1 936 708  |        |           |
| di cui bianche     | di cui bianche                                          | 643 067    |        |           |
| Totale votanti     | Totale votanti                                          | 24 947 187 | 89,08  |           |
| Elettori           | Elettori                                                | 28 005 449 |        |           |

### Le personalità e le ideologie

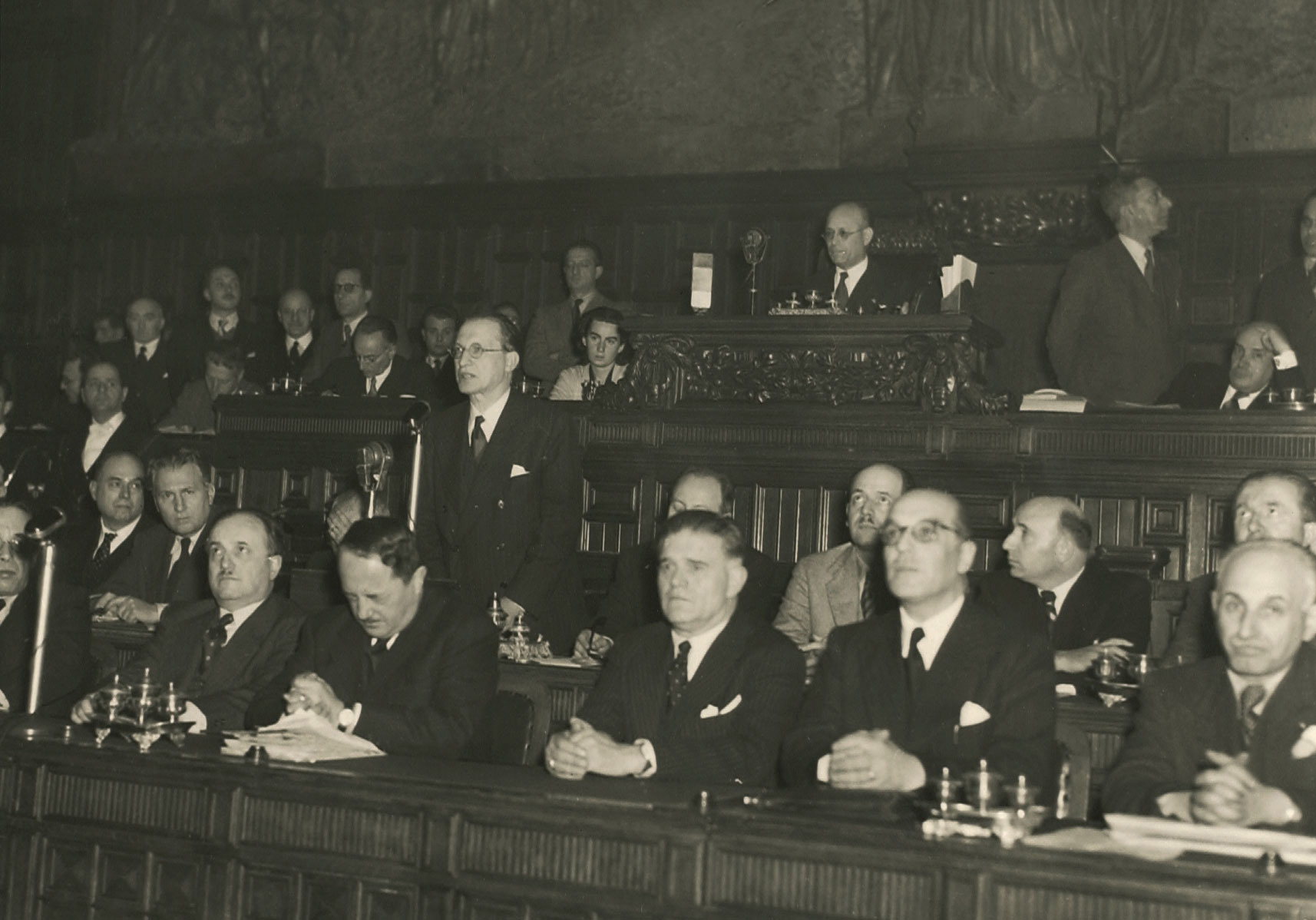
Approvazione della Costituzione Italiana, in primo piano Alcide De Gasperi, sullo sfondo Teresa Mattei

Quando incominciò i suoi lavori, a palazzo Montecitorio alle 16 del 25 giugno 1946, l'Assemblea costituente annoverava, tra i suoi componenti, come decano Vittorio Emanuele Orlando. Sul banco di presidenza, tra i segretari provvisori scelti tra i più giovani deputati, vi era Teresa Mattei, la più giovane eletta all'Assemblea, dove assunse l'incarico di segretaria dell'ufficio di presidenza.
La pluralità ideologica era trasversale agli stessi partiti e riguardava anche le scuole di pensiero rappresentate all'interno di ciascun partito.
Tra i giuristi, un numero piuttosto elevato di membri della commissione Forti "(20 su 90) si era trasferito, con le elezioni del 2 giugno 1946, nei ranghi dell’Assemblea": ciò determinò una continuità con le proposte avanzate, sia pure con riferimento a un ventaglio di opzioni possibili, tra cui anche l'opzione bicamerale, nell'operato del Ministero per la Costituente presieduto da Pietro Nenni.
Tra i Costituenti non vi era però il capo di gabinetto di Nenni, Giannini, che fu escluso dalle liste socialiste per la Costituente" pur avendo partecipato con un ruolo importante al Congresso di Firenze del maggio 1946; solo successivamente Giannini fu chiamato a offrire un sostegno, da esterno, all'elaborazione del testo, alla luce delle competenze già maturate.
In totale, soltanto il 5,5% degli eletti all'Assemblea costituente non possedeva un titolo di studio universitario.

### Le funzioni
Come previsto dal decreto legislativo luogotenenziale n. 98/1946, l'Assemblea aveva innanzitutto il compito di redigere la nuova costituzione. Essa, però, aveva anche altri tre compiti: votare la fiducia al governo, approvare le leggi nelle materie costituzionale ed elettorale e ratificare i trattati internazionali.
Le funzioni legislative erano formalmente assegnate al Governo, ma in virtù delle tradizioni parlamentari prefasciste questo rimise spesso i provvedimenti legislativi più importanti all'Assemblea Costituente.

### Le commissioni
L'Assemblea, tra le altre, nominò al suo interno una Commissione per la Costituzione, presieduta da Meuccio Ruini composta di 75 membri, incaricati di stendere il progetto generale della costituzione. La Commissione si suddivise a sua volta in tre sottocommissioni:
1. diritti e doveri dei cittadini, presieduta da Umberto Tupini (DC);
2. organizzazione costituzionale dello Stato, presieduta da Umberto Terracini (PCI);
3. rapporti economici e sociali, presieduta da Gustavo Ghidini (PSI).

Un più ristretto Comitato di redazione (o Comitato dei diciotto) si occupò di redigere la costituzione, coordinando e armonizzando i lavori delle tre commissioni. La Commissione dei 75 terminò i suoi lavori il 12 gennaio 1947 e il 4 marzo cominciò il dibattito in aula del testo.
Il testo finale della Costituzione della Repubblica Italiana fu definitivamente approvato il 22 dicembre e pubblicato sulla Gazzetta Ufficiale il 27 dicembre 1947.

### La fiducia ai governi
L'Assemblea Costituente votò la fiducia ai Governi De Gasperi II, III e IV, approvò le leggi di bilancio per il 1947 e il 1948 e ratificò i trattati di pace, firmati a Parigi il 10 febbraio 1947.
- Governo De Gasperi II
  - Dal 13 luglio 1946 al 28 gennaio 1947
  - Presidente del Consiglio dei ministri: Alcide De Gasperi (DC)
  - Composizione del governo: DC, PCI, PSIUP, PRI
- Governo De Gasperi III
  - Dal 2 febbraio 1947 al 13 maggio 1947
  - Presidente del Consiglio dei ministri: Alcide De Gasperi (DC)
  - Composizione del governo: DC, PCI, PSI
- Governo De Gasperi IV
  - Dal 31 maggio 1947 al 23 maggio 1948
  - Presidente del Consiglio dei ministri: Alcide De Gasperi (DC)
  - Composizione del governo: DC, PLI, PSLI, PRI

## La consulenza stilistica
Conclusa la sede referente, nel febbraio 1947 fu richiesto allo scrittore Pietro Pancrazi di operare una prima revisione stilistica del testo licenziato per l'Assemblea.
Una pausa dei lavori dell'Assemblea costituente, prima della votazione finale della Costituzione nel dicembre successivo, consentì poi a Concetto Marchesi di avere due settimane di tempo per dare una revisione finale, sotto il profilo della pulizia linguistica e della coerenza sintattica e stilistica, al testo della Costituzione della Repubblica italiana.

## Cronologia dei Presidenti
Presidente provvisorio fu inizialmente Vittorio Emanuele Orlando. Durante la prima seduta, al primo scrutinio venne eletto Giuseppe Saragat. A seguito delle dimissioni il 6 febbraio 1947 di Giuseppe Saragat, il vice presidente Umberto Terracini l'8 febbraio 1947 venne eletto al primo scrutinio Presidente dell'Assemblea costituente.

### Presidenti dell'Assemblea Costituente
- Giuseppe Saragat, PSIUP
  - Dal 25 giugno 1946 al 6 febbraio 1947
- Umberto Terracini, PCI
  - Dall'8 febbraio 1947 al 31 gennaio 1948

### Vice Presidenti dell'Assemblea Costituente
- Giambattista Bosco Lucarelli, DC (dal 2 luglio 1947)
- Giovanni Conti, PRI
- Achille Grandi, DC (dal 18 luglio 1946 al 27 settembre 1946)
- Giuseppe Micheli, DC (fino al 13 luglio 1946)
- Fausto Pecorari, DC
- Ferdinando Targetti, PSIUP (dal 10 febbraio 1947)
- Umberto Terracini, PCI (fino all'8 febbraio 1947)
- Umberto Tupini, DC (dal 10 dicembre 1946 al 31 maggio 1947)